# ヘイダル・ハーン・アムー・ウーグリー
ヘイダル・ハーン・アムー・ウーグリー（ペルシア語: حیدرخان عمواوغلی, アゼルバイジャン語: مُدَرِّسٌحیدرخان عمواوغلی تاریوردی, 1880年12月20日 - 1921年10月15日）は、ガージャール朝期イランの革命家。民族はアゼルバイジャン人であり、ガイダル（ハイダル）＝ハーン・タリヴェルディエフ (Гайдар (Хайдар)-хан Таривердиев) とのロシア語名も持つ。
党創立時期からのボリシェヴィキとされ、イランでは要人の暗殺や立憲革命への参画などで、急進勢力として活動した。十月革命後はロシアへ渡ったが、そこでは同じくイラン人ボリシェヴィキのアヴェティス・スルタンザーデらと激しく対立した。イラン北部に革命政権「ギーラーン共和国」が樹立されると、この混乱を利用してイラン共産党の実権を掌握したが、やがてはボリシェヴィキ中央との方針の対立により一切の権力を失い、ギーラーン政権の右派による処刑という最期を遂げた。

## 生涯

### 立憲革命まで
ヘイダルは1880年12月20日に、アーザルバーイジャーン州のオルーミーイェで、開業医を営む父と地主の娘である母との間に、次男として生まれた。6歳の時に一家でロシア帝国の南カフカースへと移り、エリヴァニ県のアレクサンドロポリに定住した。家庭ではムスリム的文化教育を受け、学校教育は地元のロシア人学校からエリヴァニとチフリスでの中等・高等教育へと進んだ。自身の回想によれば、ヘイダルはチフリス高等技術学校に在学中の1898年にロシア社会民主労働党に入党したとされる。
1900年頃からバクーで電気技師・機械工やボーリング技師として働き、1903年10月からは母国のテヘランへ渡って、鉄道会社や保険・運送会社で働いた。この頃、ヘイダルはロシア社会民主労働党からの指令のもと、非合法の社会民主主義組織であるヒンメトとイラン社会民主党 (fa) の現地支部開設に関わった。また、1907年8月に発生した首相のアミーノッ・ソルターン暗殺を指揮したとされ、翌1908年2月のモハンマド・アリー・シャー暗殺未遂事件も指導している（事件後にヘイダルらは逮捕されたが、証拠不十分で釈放された）。ロシア社会民主労働党がテロ路線を否定していたにもかかわらず、その後もヘイダルは政的テロリズムの強固な支持者であり続けた。
立憲革命であった同時期には、ヘイダルはバクーから派遣された部隊とともに反革命勢力と戦った。モハンマド・アリー・シャーが廃された後の第二立憲時代には、議会における急進派（デモクラート党）のオルガナイザーとして活躍した。

### 第一次世界大戦期
1911年3月にモハンマド・ヴァリー・ハーン・セパフサーラール政権が成立すると、ヘイダルは国外退去を勧告されてヨーロッパへ渡った。そして、同じく亡命を余儀なくされていたセイエド・ハサン・タキーザーデが、ベルリンでドイツ帝国外務省の後援を受けて結成していたデモクラート党亡命指導部「イラン委員会」へと、1915年10月に合流した。
第一次世界大戦が本格化すると、母国イランが中央同盟国派と連合国派に分裂したことを受け、イラン人による中央同盟国派義勇軍の形成を、ヘイダルはイラン委員会から命じられた。12月にヘイダルはバグダードへ赴き、独土統合軍司令官のコルマール・フォン・デア・ゴルツとも会見した。しかし、イランの中央同盟国派がドイツよりオスマン帝国に接近するようになったこと、そしてヘイダルが軍事的才覚に乏しく、与えられた指揮系統を受け入れなかったことなどが重なり、ついにヘイダルはイラン委員会からも排除された末に、1916年10月にベルリンへ戻った。翌1917年5月にヘイダルはデンマークへと出国し、その後スカンディナヴィアを経由してロシア・ソビエト共和国に入った。

### ロシアでの活動
ヘイダルは、1917年12月から1919年末までをペトログラードやモスクワで過ごした。この頃のヘイダルは、民族問題人民委員部内の中央ムスリム人民委員部国際宣伝部や、ムスリム共産主義組織中央ビューローに参画した。また、モスクワ在住の下層イラン人に対する援助団体の要職にも就いた。
1920年2月、ヘイダルはレフ・トロツキーの推薦を受け、反英闘争へ向けた在露イラン人部隊を編制する目的で、トルキスタン自治共和国のタシュケントへと赴いた。しかし、ここでヘイダルは現地の執行部と激しく対立した。ヘイダルは、「何があっても自分が軍事指導者にならねばならないし、ロシアにおけるトロツキー同志のようにペルシアにおいてなりたい」と主張して譲らず、さらには執行部のアヴェティス・スルタンザーデについて、そのアルメニア系の出自をあげつらった非難を行った。逆に非難を受けて執行部から排除されたヘイダルは、同年6月にスルタンザーデがイランのアンザリーで行った、イラン共産党の設立大会 (fa) にも参加せず、9月までアシガバードに留まり続けた。

### ギーラーンでの活動
同月1日からバクーで開催されることになった東方諸民族大会においては、ヘイダルも代議員として選出された。そして、この大会でヘイダルが問題としたのは、イラン北部に建設されていた革命政権「ギーラーン共和国」についての混乱と、それをめぐるスルタンザーデらイラン共産党中央委の責任についてであった。ヘイダルとその支持者らは、スルタンザーデらに中央委からの辞任を要求し、後任に自分たちを選出するよう求めた。両派はまたも激しく対立したが、結局はヨシフ・スターリンの提起に従い、11月11日のボリシェヴィキ中央委カフカース局 (ru) 決議により、ヘイダルを書記とする新たなイラン共産党中央委が発足することとなった。
こうしてイラン共産党指導者となったヘイダルは、1921年1月26日に新たなテーゼを発表し、即時の共産革命路線を撤回し、プロレタリアートと中小ブルジョワジーの共闘路線を採用した。そして、ギーラーン革命において分裂状態にあった右派のミールザー・クーチェク・ハーンの勢力と、左派のエフサーノッラー・ハーン・ドゥーストダールの勢力との糾合に取りかかった。そして、5月には両者の対立を治め、ギーラーンの革命政権を再統一することに成功した。
しかしコミンテルン指導部は、ヘイダルではなくイラン共産党中央委を追われたスルタンザーデ側を支持し、ヘイダルを信任しなかった（コミンテルン宣伝部のミハイル・パヴロヴィチは、「ヘイダル・ハーンのグループには仮面を着けずに堂々と活動し、コムニストの夏シャツを身に着けないよう提案したい」とまで述べている）。コミンテルン執行部はヘイダルをモスクワへ召喚したが、ヘイダルはこの命令を拒否した。さらに、ヘイダルは2月に締結されたソビエト・イラン友好条約を無視して、テヘラン中央政府と戦うための勢力を密かにギーラーンへと移送していた。
党中央を完全に無視するようになったヘイダルに対し、ソビエト・アゼルバイジャン指導部や党中央カフカース局からのヘイダルを擁護する声もなくなり、5月24日にはアゼルバイジャン共産党中央委が、ヘイダルからの党員証の剥奪を決議した。6月4日にはカフカース局がイラン共産党中央委の解散を決議したが、ヘイダルはこれも拒否し、逮捕命令を掻い潜って同月末にクーチェク・ハーンの元へ逃亡した。しかしその頃にはクーチェクすらも、一切の組織的後ろ盾を失ったヘイダルを見限っていた。9月29日にクーチェク派が起こしたクーデターによってヘイダルは逮捕され、10月15日にフーマン近郊で殺害された。

## 評価
ヘイダルの事績には資料に乏しい点もあり、論者によってもその評価は大きく異なる。イランの研究者からは、ヘイダルは敬虔なムスリムであり、立憲革命にも積極的に関わったナショナリストであると評価される。実際、ヘイダルはボリシェヴィキの会議においても民族主義的な演説で失笑やブーイングを買うことがあり、革命理論についてもシャリーアに基づくイスラーム社会主義に終始する粗雑なものであった（ただし、ヘイダルが「民族革命は社会革命へ転化する」との確信を持っていたことは事実である）。
一方、ソビエト連邦の研究者、そしてその流れを汲むトゥーデ党からは、生前の評価とは対照的に、ヘイダルは党内の左派と対決することも厭わなかった「真のボリシェヴィキ」として高く評価された。アゼルバイジャン政府はヘイダルの死の直後から遺族年金の支給を決定し、連邦政府は1968年にヘイダルを、同じく反革命勢力に殺害された「26人のバクー・コミッサール」と同等の地位に顕彰した。実際には、ヘイダルは立憲革命期からの社会民主主義思想から決して外れなかったにもかかわらず、ギーラーン革命の関係者が死に絶えた後のソ連では、ヘイダルはイラン人ボリシェヴィキの先駆者として神話に祀り上げられていったのである。